# Mikayla Vaughn
Mikayla Vaughn (ur. 17 grudnia 1998 w Filadelfii) – amerykańska koszykarka grająca na pozycji środkowej, obecnie zawodniczka Enei AZS Politechniki Poznań.
11 maja 2023 dołączyła do Enei AZS Poznań.

## Osiągnięcia
Stan na 9 marca 2024, na podstawie, o ile nie zaznaczono inaczej.
NCAA
- Mistrzyni:
  - NCAA (2018)
  - turnieju konferencji Atlantic Coast (ACC – 2019)
  - Sezonu regularnego ACC (2018, 2019)
- Wicemistrzyni NCAA (2019)

Drużynowe
- Uczestniczka rozgrywek Eurocup (2022/2023)